# Glucólisis
| Reacción global de la glucólisis                                             |
| ---------------------------------------------------------------------------- |
| {\displaystyle \Rightarrow } +                                               |
| α-D-glucosa + 2NAD+ + 2ADP + 2Pi ==> 2(piruvato) + 2NADH + 2ATP + 2H+ + 2H2O |

La glucólisis (del griego glycos, azúcar y lysis, ruptura, destrucción, transformación) es la ruta metabólica encargada de oxidar la glucosa con la finalidad de obtener energía para la célula. Consiste en 10 reacciones enzimáticas consecutivas que convierten a la glucosa en dos moléculas de piruvato, el cual es capaz de seguir otras vías metabólicas y así continuar entregando energía al organismo. Esta ruta se realiza tanto en ausencia como en presencia de oxígeno, definido como proceso anaeróbico en este caso.
El tipo de glucólisis más común y más conocida es la vía de Embden-Meyerhof, explicada inicialmente por Gustav Embden y Otto Fritz Meyerhof. El término puede incluir vías alternativas, como la ruta de Entner-Doudoroff. No obstante, el vocablo «glucólisis» se usa con frecuencia como sinónimo de la vía de Embden-Meyerhof. Se continúa con el ciclo de Krebs. Es la vía inicial del catabolismo de glúcido de carbohidratos.

## Descubrimiento
Los primeros estudios informales de los procesos glucolíticos fueron iniciados en 1860, cuando Louis Pasteur descubrió que los microorganismos son los responsables de la fermentación, y en 1897 cuando Eduard Buchner encontró que cierto extracto celular puede causar fermentación. La siguiente gran contribución fue de Arthur Harden y William Young en 1905, quienes determinaron que para que la fermentación tenga lugar son necesarias una fracción celular de masa molecular elevada y termosensible (enzimas) y una fracción citoplasmática de baja masa molecular y termorresistente (ATP, ADP, NAD+ y otras coenzimas). Los detalles de la vía en sí se determinaron en 1940, con un gran avance de Otto Meyerhoff y algunos años después por Luis Leloir. Las mayores dificultades en determinar lo intrincado de la vía fueron la corta vida y las bajas concentraciones de los intermediarios en las rápidas reacciones glicolíticas.
En eucariotas y procariotas, la glucólisis ocurre en el citosol de la célula. En células vegetales, algunas de las reacciones glucolíticas se encuentran también en el ciclo de Calvin, que ocurre dentro de los cloroplastos. La amplia conservación de esta vía incluye los organismos filogenéticamente más antiguos, y por esto se considera una de las vías metabólicas más antiguas.

## Visión general

Esquema completo de la glucólisis

Durante la glucólisis se obtiene un rendimiento neto de dos moléculas de ATP; el ATP puede ser usado como fuente de energía para realizar trabajo metabólico, mientras que el NADH puede tener diferentes destinos. Puede usarse como fuente de poder reductor en reacciones anabólicas; si hay oxígeno, puede oxidarse en la cadena respiratoria, obteniéndose 5 ATP (2,5 por cada NADH); si no hay dioxígeno, se usa para reducir el piruvato a lactato (fermentación láctica), o a CO2 y etanol (fermentación alcohólica), sin obtención adicional de energía.
La glucólisis es la forma más rápida de conseguir energía para una célula y, en el metabolismo de carbohidratos, generalmente es la primera vía a la cual se recurre. Se encuentra estructurada en 10 reacciones enzimáticas que permiten la transformación de una molécula de glucosa a dos moléculas de piruvato mediante un proceso catabólico.
La glucólisis es una de las vías más estudiadas, y generalmente se encuentra dividida en dos fases: la primera, de gasto de energía y la segunda fase, de obtención de energía.
La primera fase consiste en transformar una molécula de glucosa en dos moléculas de gliceraldehído (una molécula de baja energía) mediante el uso de 2 ATP. Esto permite duplicar los resultados de la segunda fase de obtención energética.
En la segunda fase, el gliceraldehído se transforma en un compuesto de alta energía, cuya hidrólisis genera una molécula de ATP, y como se generaron 2 moléculas de gliceraldehído, se obtienen en realidad dos moléculas de ATP. Esta obtención de energía se logra mediante el acoplamiento de una reacción fuertemente exergónica después de una levemente endergónica. Este acoplamiento ocurre una vez más en esta fase, generando dos moléculas de piruvato. De esta manera, en la segunda fase se obtienen 4 moléculas de ATP.

### Reacciones posteriores
Luego de que una molécula de glucosa se transforme en 2 moléculas de piruvato, las condiciones del medio en que se encuentre determinarán la vía metabólica a seguir.
En organismos aeróbicos, el piruvato seguirá oxidándose por la enzima piruvato deshidrogenasa y el ciclo de Krebs, creando intermediarios como NADH y FADH2.
Estos intermediarios no pueden cruzar la membrana mitocondrial, y por lo tanto, utilizan sistemas de intercambio con otros compuestos llamados lanzaderas (en inglés, shuttles). Los más conocidos son la lanzadera malato-aspartato y la lanzadera glicerol-3-fosfato. Los intermediarios logran entregar sus equivalentes al interior de la membrana mitocondrial, y que luego pasarán por la cadena de transporte de electrones, que los usará para sintetizar ATP.
De esta manera, se puede obtener hasta 30 moles de ATP a partir de 1 mol de glucosa como ganancia neta.
Sin embargo, cuando las células no posean mitocondrias (ej.: eritrocito) o cuando requieran de grandes cantidades de ATP (ej.: el músculo al ejercitarse), el piruvato sufre fermentación que permite obtener 2 moles de ATP por cada mol de glucosa, por lo que esta vía es poco eficiente respecto a la fase aeróbica de la glucólisis.
El tipo de fermentación varía respecto al tipo de organismos: en levaduras, se produce fermentación alcohólica, produciendo etanol y CO2 como productos finales, mientras que en músculo, eritrocitos y algunos microorganismos se produce fermentación láctica, que da como resultado ácido láctico o lactato.

## Funciones
Las funciones de la glucólisis son:
- La generación de moléculas de alta energía (ATP y NADH) como fuente de energía celular en procesos de respiración aeróbica (presencia de oxígeno) y fermentación (ausencia de oxígeno).
- La generación de piruvato que pasará al ciclo de Krebs, como parte de la respiración aeróbica.
- La producción de intermediarios de 6 y 3 carbonos que pueden ser utilizados en otros procesos celulares.

## Etapas de la glucólisis
La glucólisis se divide en dos partes principales y diez reacciones enzimáticas, que se describen a continuación.

### Fase de gasto de energía (ATP)
Esta primera fase de la glucólisis consiste en transformar una molécula de glucosa en dos moléculas de gliceraldehído.
|                                                          |
| Glucosa + ATP Glucosa-6-fosfato + ADP                    |
| {\displaystyle \Delta G^{\circ }=-16,7{\frac {kJ}{mol}}} |

|                                                        |
| Glucosa-6-fosfato Fructosa-6-fosfato                   |
| {\displaystyle \Delta G^{\circ }=1,7{\frac {kJ}{mol}}} |

| |
| Fructosa-6-fosfato + ATP Fructosa-1,6-bisfosfato + ADP {\displaystyle \Delta G^{\circ }=-14,2{\frac {kJ}{mol}}} |

| |
| Fructosa-1,6-bisfosfato Dihidroxiacetona-fosfato + Gliceraldehído-3-fosfato {\displaystyle \Delta G^{\circ }=23,8{\frac {kJ}{mol}}} |

|                                                        |
| Dihidroxiacetona-fosfato Gliceraldehído-3-fosfato      |
| {\displaystyle \Delta G^{\circ }=7,5{\frac {kJ}{mol}}} |

### Fase de beneficio energético (ATP, NADH)
Hasta el momento solo se ha consumido energía (ATP), sin embargo, en la segunda etapa, el gliceraldehído es convertido a una molécula de mucha energía, donde finalmente se obtendrá el beneficio final de 4 moléculas de ATP.
|                                      | NAD+ NADH + Pi + H+ Gliceraldehído-3-fosfato deshidrogenasa |                                   |
| Gliceraldehído-3-fosfato + Pi + NAD+ |                                                             | 1,3-Bisfosfoglicerato + NADH + H+ |
|                                      | {\displaystyle \Delta G^{\circ }=6,3{\frac {kJ}{mol}}}      |                                   |

|                             | ADP ATP Fosfoglicerato quinasa                           |                        |
| 1,3-Bisfosfoglicerato + ADP |                                                          | 3-Fosfoglicerato + ATP |
|                             | {\displaystyle \Delta G^{\circ }=-18,5{\frac {kJ}{mol}}} |                        |

|                  | Fosfoglicerato mutasa                                  |                  |
| 3-Fosfoglicerato |                                                        | 2-Fosfoglicerato |
|                  | {\displaystyle \Delta G^{\circ }=4,4{\frac {kJ}{mol}}} |                  |

|                  | enolasa                                                |                         |
| 2-Fosfoglicerato |                                                        | Fosfoenolpiruvato + H2O |
|                  | {\displaystyle \Delta G^{\circ }=7,5{\frac {kJ}{mol}}} |                         |

|                         | ADP ATP piruvato quinasa                                 |                |
| Fosfoenolpiruvato + ADP |                                                          | Piruvato + ATP |
|                         | {\displaystyle \Delta G^{\circ }=-31,4{\frac {kJ}{mol}}} |                |

El rendimiento total de la glucólisis de una sola glucosa (6C) es de 2 ATP y no 4 (dos por cada gliceraldehído-3-fosfato (3C)), ya que se consumen 2 ATP en la primera fase, y 2 NADH (que dejarán los electrones Nc en la cadena de transporte de electrones para formar 3 ATP por cada electrón). Con la molécula de piruvato, mediante un paso de oxidación intermedio llamado descarboxilación oxidativa, mediante el cual el piruvato pasa al interior de la mitocondria, perdiendo CO2 y un electrón que oxida el NAD+, que pasa a ser NADH más H+ y ganando un CoA-SH (coenzima A), formándose en acetil-CoA gracias a la enzima piruvato deshidrogenasa, se puede entrar al ciclo de Krebs (que, junto con la cadena de transporte de electrones, se denomina respiración).

## Regulación

### El efecto Pasteur
El efecto Pasteur es la visualización del poder que posee el O2 en la fermentación mediada por levadura, que fue descubierto por Luis Pasteur al observar la relación entre la tasa de fermentación y la existencia de aire. Él determinó que estas tenían una relación inversa, y además observó que en condiciones aeróbicas, las células de levadura aumentaban y la fermentación disminuía.
De esta manera, el efecto Pasteur fue una de las primeras observaciones que alguien realizó al proceso de la glucólisis de manera indirecta, pero observando que el metabolismo primario de glucosa se podía realizar con presencia o ausencia de oxígeno, y que en este último ocurre la fermentación alcohólica.

### Regulación del sustrato
La membrana plasmática de las células es permeable a la glucosa. Para llevarla dentro de ella utiliza transportadores especiales llamados GLUT, de los cuales no hay diferentes tipos y algunos especializados para cada célula.

### Regulación de la actividad enzimática

Regulación glucólisis

La glucólisis se regula enzimáticamente en los tres puntos irreversibles de esta ruta, esto es, en la primera reacción (G → G-6P), por medio de la hexoquinasa; en la tercera reacción (F-6P → F-1,6-BP) por medio de la PFK1 y en el último paso (PEP → Piruvato) por la piruvato quinasa.
- La hexoquinasa es un punto de regulación poco importante, ya que se inhibe cuando hay mucho G-6P en músculo. Es un punto poco importante ya que el G-6P se utiliza para otras vías.

- La fosfofructoquinasa-1  es la enzima principal de la regulación de la glucólisis, actúa como una llave de agua, si está activa cataliza muchas reacciones y se obtiene más fructosa-1,6-bisfosfato, lo que permitirá a las enzimas siguientes transformar mucho piruvato. Si está inhibida, se obtienen bajas concentraciones de producto y por lo tanto se obtiene poco piruvato. Esta enzima es controlada por regulación alostérica: por un lado se activa por concentraciones elevadas de ADP y AMP, inhibiéndose en abundancia de ATP y citrato, y por otro se activa en presencia de un regulador generado por la PFK2 que es la fructosa-2,6-bisfosfato (F-2,6-BP), que no es un metabolito ni de la glucólisis ni de la gluconeogénesis, sino un regulador de ambas vías que refleja el nivel de glucagón en sangre.

La lógica de la inhibición y activación son las siguientes:
- ATP: inhibe esta enzima pues si hay una alta concentración de ATP entonces la célula no necesita generar más.

- Citrato: Si la concentración de citrato es alta el ciclo de Krebs va más despacio de lo que el sustrato (acetil-CoA) llega para degradarse, y la concentración de glucosa será más alta. En el ciclo de Krebs se produce mucho NADH y FADH2, para que funcionen se han de reoxidar en la cadena de transporte electrónico creando gradiente de protones, si el gradiente no se gasta los coenzimas no se reoxidan y el ciclo de Krebs se para.

- AMP, ADP: la alta concentración de estas moléculas implica que hay una carencia de ATP, por lo que es necesario realizar glucólisis, para generar piruvato y energía.

- La piruvatoquinasa se regula distintamente según el tejido en el que trabaje, pero en hígado se inhibe en presencia de ATP y Acetil Coenzima-A (Acetil-CoA), y se activa de nuevo ante la F-1,6-BP y la concentración de fosfoenolpiruvato.

### Regulación hormonal
Al aumentar la glucosa en la sangre, después de una comida, las células beta del páncreas estimulan la producción de insulina, y esta a su vez aumenta la actividad de la glucoquinasa en los hepatocitos.
Las concentraciones altas de glucagón y las bajas de insulina disminuyen la concentración intracelular de fructosa-1,6-bisfosfato. Esto trae por consecuencia la disminución de la glucólisis y el aumento de la gluconeogenesis.

## Patología
En la aciduria malónica y metilmalónica combinada (CMAMMA) debida a la deficiencia de ACSF3, la glucólisis se reduce en un 50 %, lo que está causado por una lipoylación reducida de enzimas mitocondriales como el complejo piruvato deshidrogenasa y el complejo α-cetoglutarato deshidrogenasa.

## Producción de glucosa
La gluconeogénesis es la ruta anabólica por la que tiene lugar la síntesis de nueva glucosa a partir de precursores no glucosídicos (lactato, piruvato, glicerol y algunos aminoácidos). Se lleva a cabo principalmente en el hígado, y en menor medida en la corteza renal. Es estimulada por la hormona glucagón, secretada por las células α (alfa) de los islotes de Langerhans del páncreas y es inhibida por su contrarreguladora, la hormona insulina, secretada por las células β (beta) de los islotes de Langerhans del páncreas, que estimula la ruta catabólica llamada glucogenólisis para degradar el glucógeno almacenado y transformarlo en glucosa y así aumentar la glucemia (azúcar en sangre).
Desde el punto de vista enzimático, producir glucosa desde láctico o piruvato cuesta más de lo que produjo su degradación fosfórica.
La ecuación global es:
| 2 piruvato + 4 ATP + 2 GTP + 2 NADH + 2 H+ + 4 H 2O → glucosa + 4 ADP + 2 GDP + 6 Pi + 2 NAD+ |

## Glucólisis en plantas
Las plantas tienen la capacidad de realizar la fotosíntesis, y entre los subproductos de este proceso está la glucosa. Esta es usada por las plantas, entre muchas cosas, como fuente de energía en el proceso de respiración, el cual a diferencia de la fotosíntesis es ejecutado independientemente de la luz. Al respirar las plantas absorben oxígeno del aire y expulsan dióxido de carbono y vapor de agua. El intercambio de sustancias lo realizan las estomas; aberturas que actúan como compuertas en las plantas que además tienen la característica de cerrarse ante un descenso excesivo del vapor atmosférico.